# Subalterne officier
De subalterne officier is de categorie met de laagste militaire rangen der officieren. Daarboven staan de hoofdofficieren en daarboven de opperofficieren (bij de Koninklijke Marine vlagofficieren).
Bij de Nederlandse Koninklijke Landmacht, Koninklijke Luchtmacht, Korps Mariniers en Koninklijke Marechaussee zijn de subalterne rangen als volgt (van hoog naar laag):
- kapitein (bij de cavalerie: ritmeester)
- eerste luitenant
- tweede luitenant

Bij de Koninklijke Marine zijn de rangen als volgt:
- Luitenant ter zee der tweede klasse, oudste categorie
- Luitenant ter zee der tweede klasse
- Luitenant ter zee der derde klasse